# Jaque Fourie

a Compétitions nationales et continentales officielles uniquement.

b Matchs officiels uniquement.
Dernière mise à jour le 7 mars 2018.
Jaque Fourie, né le 4 mars 1983 à Carletonville (Afrique du Sud), est un joueur sud-africain de rugby à XV qui joue avec l'équipe d'Afrique du Sud. Il évolue principalement au poste de centre mais aussi parfois comme ailier et arrière.
Considéré comme l'un des meilleurs centres du monde,, Jaque Fourie a fait partie de l'équipe d'Afrique du Sud qui a remporté la Coupe du monde de rugby à XV 2007.

## Biographie
Jaque Fourie fait ses débuts en Currie Cup avec la province des Golden Lions en 2001. En 2002, il est retenu pour disputer le Super 12 avec la franchise des Lions. Il va faire la plus grande partie de sa carrière au sein de ces provinces avant de rejoindre la Western Province et la franchise des Stormers en 2010.
Jaque Fourie effectue son premier test match avec les Springboks le 11 octobre 2003 à l’occasion d’un match de la Coupe du monde de rugby 2003 contre l'équipe d'Uruguay pour une victoire 72 à 6. Dès son premier match, il marque un essai puis récidive lors de son second match (contre la Géorgie et lors de son troisième match (contre les Samoa), toujours durant la Coupe du Monde. Souvent appelé à différents postes, il s'établit définitivement et durablement comme second centre à partir de juillet 2005. Il est associé à Jean de Villiers avec qui il forme l'une des meilleures associations de centres du monde,. Cette association est celle qui a été le plus souvent utilisée dans l'histoire des Springboks puisque les deux joueurs ont évolué ensemble à 25 reprises au centre.
C'est néanmoins sans son compatriote que Jaque Fourie remporte la Coupe du monde 2007 avec l'équipe d'Afrique du Sud. Jean de Villiers, s'étant blessé dès le premier match du tournoi, Jaque Fourie est associé à François Steyn. Il dispute six matchs et inscrit quatre essais. Blessé en 2008, il revient et remporte le Tri-nations 2009. Lors de ce tournoi, il est suspendu quatre semaines pour un plaquage dangereux sur le Néo-Zélandais Ma'a Nonu. En 2010, il est de nouveau suspendu quatre semaines pour un plaquage dangereux cette fois, sur l'Australien Richard Brown,.
En 2009, il s'illustre en marquant ce qui sera considéré comme l'"essai de l'année" par l'IRB, lors d'un match contre les Lions britanniques. En 2011, il est de nouveau rappelé pour disputer la Coupe du monde 2011.
Jaque Fourie est particulièrement réputé pour ses capacités d'accélération, sa présence physique et ses qualités de finisseur: il est le centre qui a inscrit le plus d'essais dans l'histoire des Springboks avec 32 essais. Ses 32 essais en sélection le placent au troisième rang des marqueurs sud-africains derrière Bryan Habana et Joost van der Westhuizen.

## Palmarès

### En club
- Finaliste du Super 14 en 2010 avec les Stormers
- Finaliste de la Currie Cup en 2010 avec la Western Province

### En équipe nationale
- Vainqueur de la coupe du monde en 2007
- Vainqueur du Tri-nations en 2009

## Statistiques en équipe nationale
Au 8 août 2015, Jaque Fourie compte 72 sélections sous le maillot des Springboks, dont 59 en tant que titulaire, inscrivant 32 essais, 160 points. Il obtient sa première sélection le 11 octobre 2003 à Perth contre l'équipe d'Australie.
Il participe à six éditions du Tri-nations, en 2005, 2006, 2007, 2009, 2010, 2011. 
Il participe à trois éditions de la Coupe du monde, en 2003 où il dispute quatre rencontres, face à l'Uruguay, la Géorgie, les Samoa et la Nouvelle-Zélande, en 2007 où il devient champion du monde et obtient six sélections, face aux Samoa, l'Angleterre, les États-Unis, les Fidji et l'Argentine et de nouveau l'Angleterre, et en  2011 où il dispute cinq rencontres, face au pays de Galles, aux Fidji, la Namibie, les Samoa et l'Australie.
Il est capitaine des Springboks a 34 reprises, tenant pour la première fois ce rôle le 9 juin 2012 contre l'Angleterre.